# Lamborghini Veneno
Lamborghini Veneno — італійський суперкар, який випускався обмеженою серією в 2013-2015 роках компанією Lamborghini. Передсерійна версія (№ 0, після закінчення автосалону вона була відправлена в музей Lamborghini) була показана на Женевському автосалоні в березні 2013 року на честь 50-річчя марки. Всього випущено 3 екземпляри за ціною більше 3 мільйонів євро, причому всі вони вже продані. В 2015 році компанія представила модифікацію з кузовом родстер, яку виготовили в кількості 9 екземплярів.

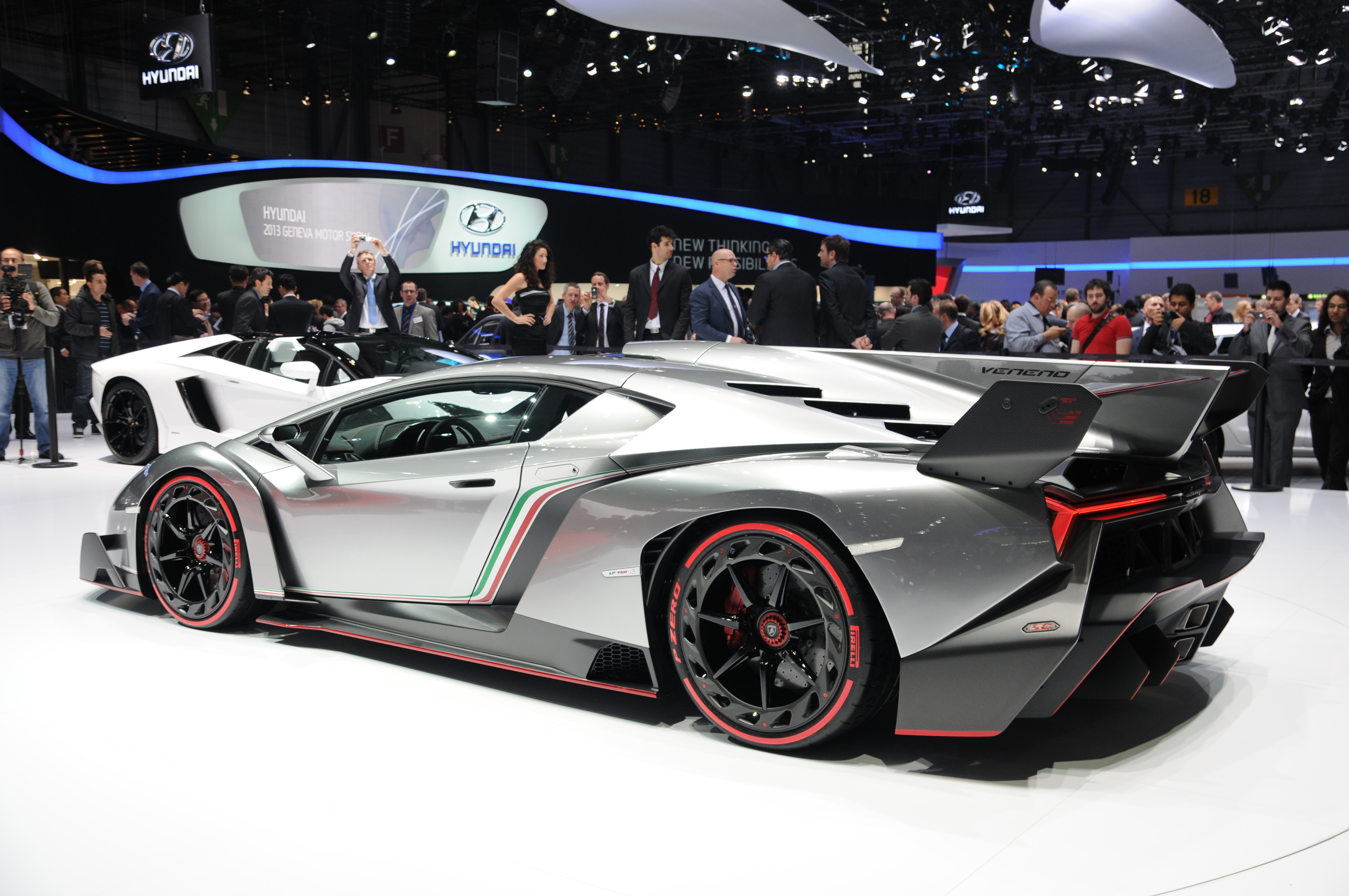

Назву, як і інші автомобілі компанії, автомобіль отримав на честь агресивного бика Veneno, який вбив тореадора Хосе Санчеса Родрігеса в іспанській кориді 1914 року в місті Санлукар-де-Баррамеда. Крім того, Veneno з іспанської мови перекладається як «отрута».

## Технічні характеристики
Автомобіль оснащено двигуном 6,5 л L539 60° V12 потужністю 750 к.с., що працює в парі з 7-ст. АКПП. Прискорення від 0 до 100 км/год 2,8 с, максимальна швидкість 350 км/год.